# Karl-Friedrich Meyer
Karl-Friedrich Meyer (* 27. März 1947 in Fluterschen) ist ein deutscher Jurist. Er war von 1996 bis 2012 Präsident des Verfassungsgerichtshofs und des Oberverwaltungsgerichts Rheinland-Pfalz.

## Leben
Karl-Friedrich Meyer legte 1966 am Staatl. Neusprachlichen Gymnasium Altenkirchen (Westerwald) das Abitur ab. Von 1966 bis 1968 war er Soldat auf Zeit der Bundeswehr. Anschließend studierte er Rechtswissenschaften in Bonn, legte dort 1973 das Erste und 1975 in Koblenz das Zweite Juristische Staatsexamen ab. An der Universität Mainz promovierte er 1977 mit einem verwaltungsrechtlichen Thema.
Ab 1976 gehörte er dem Verwaltungsgericht Koblenz als Richter an. In der Zeit von 1979 bis 1981 war er wissenschaftlicher Mitarbeiter des Bundesverfassungsgerichts in Karlsruhe. 1981 wurde er zum Richter am Oberverwaltungsgericht Rheinland-Pfalz ernannt und war von 1983 bis 1988 Referent im Mainzer Justizministerium. Im Anschluss daran war er bis 1990 Vizepräsident des Oberverwaltungsgerichts und in dieser Eigenschaft ständiger Vertreter des Vorsitzenden des Verfassungsgerichtshofs Rheinland-Pfalz. 1990 wechselte er als Ministerialdirigent und Leiter der Abteilung "Justizverwaltung" in das Justizministerium Mainz. Von 1996 bis zum Eintritt in den Ruhestand im März 2012 war er Präsident des Verfassungsgerichtshofs und des Oberverwaltungsgerichts Rheinland-Pfalz in Koblenz. In diesem Amt setzte er sich u. a. für die Beschleunigung der Verfahren und die Straffung der Justizstrukturen ein.
1984 übernahm Meyer an der Deutschen Hochschule für Verwaltungswissenschaften in Speyer einen Lehrauftrag und wurde 1997 zum Honorarprofessor bestellt. Ehrenamtlich ist er u. a. Vorsitzender der Kommission für gute Wissenschaftliche Praxis der WHU - Otto Beisheim School of Management (seit 2001) und Vorsitzender des Kuratoriums der K.O.Götz und Rissa-Stiftung (seit 2018).

## Ehrungen
- 2012: Verdienstkreuz 1. Klasse der Bundesrepublik Deutschland
- 2015: Ehrenmedaille der WHU – Otto Beisheim School of Management
- 2020: Ehrendoktor (Dr. rer. pol. h. c.) der WHU - Otto Beisheim School of Management[7]